# サイアーライン
サイアーライン（Sire line、父系、又はMale lineメールライン）とは、馬における父方の系図（家系）のことをいう。起点となる種牡馬の名を取り-系と呼ぶ。代表的なものを右の表に記載するが系統名はあくまで一般的なもので、固定されたものではない。同様に直系母系のみに焦点をあてたファミリーライン（メアーライン、牝系）がある。

## 概要
競走馬において血統は非常に重要な物であり、それを表現するために様々な手法が用いられる。サイアーラインもその一つで、特に父、父の父、3代父というように血統の父方のみに焦点をあてている。利点としては統計的にまとめやすい、10代、20代の血統を表すには他に方法がない、祖先との関係を直感的に分かりやすい等がある。反面直系父系以外を考えていないため、多くの先祖馬がいる中で父方にあたる極一部の先祖しか知る事ができないといった欠点がある。
遺伝的な面からも、代を経るごとにY染色体を例外として配列類似性が低下する。また、牝系と比較してほとんど学術的な研究が進んでいないため、系図の信憑性や能力に対する実際の影響は完全に解明されていない部分がある（馬において、Y染色体にはmtDNAの5倍の遺伝子が含まれるが、大半は性関連遺伝子であるため能力に対する影響はほとんどないとされる。この場合、牝馬はY染色体自体を持っていない）。
サイアーラインは公式に決まっているものではなく、大きく子孫が発展した種牡馬を起点にその子孫をまとめているだけなので、分類した人や、時代によって描くサイアーラインは大きく変わってくる事も問題である。例えば右の表にあるオーム系は、テディ系とザボス（オービィ）系に分けることの方が多いが、テディ系、ザボス系に分けると表が細分化されてしまうためそれを避けるためにここではオーム系とした。他にもナスルーラ系やノーザンダンサー系等はさらに細分化され、ミルリーフ系や、ニジンスキー系のように分けることも多い。

## サイアーラインの表記法
サイアーラインでは左に行くほど世代が古く、右に行くほど世代が新しい。また対象の先祖馬は対象の上の行に書く。ここでは説明のため馬の名前をA,B,Cで表す。
- A
  - B

このサイアーラインではAはBの一マス左上にあるので世代が一つ古い先祖馬ということが分かる。つまりAはBの父。
次にBの産駒Cを加えると
- A
  - B
    - C

と拡張できる。
次にAに複数の産駒がいる場合を考える。
- A
  - B1（Aの産駒）
    - C1（B1の産駒）

  - B2（Aの産駒）
    - C2（B2の産駒）

  - B3（Aの産駒）

この場合C1の父はB1、B1の父はA、C2の父はB2と分かるが、B2の父はC1、B1ではなくAである。B1、B2、B3ともにAの産駒となる。

馬名と併せてその馬の誕生年（西暦）が記載されるのが一般的である。

### サイアーラインに記載される馬
競走馬の繁殖は人間によって厳密に管理されるため、生誕した馬の父馬は明確に判明しているので、すべての競走馬はサイアーラインの図のなかに記載することができる。しかし、生誕した全ての競走馬を記載すると、サイアーラインがあまりにも膨大な量となるため、書籍やネットなどで一般的に作成されているサイアーラインでは、記載する馬の範囲をある程度限定してサイアーラインの図を作成している。
よってどの馬をサイアーラインに記載するかというのは、作成者の考え方次第のところがあって一般論として厳密には説明しがたい部分があるが、概ね次の2つの考え方でサイアーラインに記載される馬が絞り込まれているといえるであろう。
1.種牡馬実績
サイアーラインというのはある馬の父、その父、さらにその父と父系をたどっていく図であるから、種牡馬として子孫を残せなかった馬は記載する必要は無い、という考え方で、種牡馬実績のある馬のみをサイアーラインに記載する。従ってこの考え方では、どれほど競走馬として活躍し非常に著名な馬であろうが、牝馬、セン馬、また種牡馬になれなかった牡馬は、サイアーラインに記載されることはない。
2.競走実績なども加味
牝馬、セン馬、また種牡馬になれなかった牡馬などは、その馬自身は父親として子孫を残せなかったとしても、その馬にも父馬がいるわけだからサイアーラインに記述するべきだという考え方で、種牡馬として子孫を残したか否かを問わず競走実績なども加味して比較的著名だと思われる馬をサイアーラインに記述する。ただし、牝馬やセン馬についてはそれが明示されるのが通常である。
ウィキペディアでは、上記のテンプレート表にある各系統のサイアーラインについては、種牡馬として子孫を多く残した馬だけでなく、競走実績などの要素も加味して、比較的著名と思われる競走馬は種牡馬実績があるか否かに関わらず記載している。全ての種牡馬を記載することはページ容量などの観点から有益ではないため、種牡馬であったがそれほどの繁殖実績があげられなかった種牡馬は記載していない。

### 牝馬の表記形式
A（牡馬）に3頭の産駒B1（牡馬）、B2（牡馬）、B3（牝馬）がいて、B1に1頭の産駒C1（牡馬）、B2に1頭の産駒C2（牝馬）がいるとする。
①牝馬を区別せず表記する形式
- A
  - B1
    - C1

  - B2
    - C2（牝）

  - B3（牝）

②牝馬を区別して表記する形式
- A→B3
  - B1
    - C1

  - B2→C2

③牝馬は一切表記しない形式
- A
  - B1
    - C1

  - B2

一般的にはサイアーラインでの牝馬の表記は、①の牝馬を区別せず表記する形式が取られているが多い。その際には牝馬であることを明確に示されるのが通常である。③の牝馬は一切表記しない方式も時々見られる。上述した、種牡馬実績でサイアーライン記載の絞り込みをする考えでは、牝馬はサイアーラインに記載されることはない。
ウィキペディアでは、上記のテンプレート表にある各系統のサイアーラインでは、②の牝馬を区別して表記する形式で記載している。